# Tai Po Football Club
Il Tai Po Football Club (大埔足球會S, Dàbù Zúqiú HuìP è una società di calcio di Hong Kong, con sede a Tai Po.

## Storia
Fondato nel 2002, il Tai Po accede alla Hong Kong Premier League (al tempo First Division) nel 2006, ottenendo nella sua prima stagione in massima serie il settimo posto finale. Nel 2009 il Tai Po vince la sua prima FA Cup, seguita nel 2013 dalla prima Hong Kong Senior Challenge Shield.

## Palmarès

### Competizioni nazionali
- Hong Kong Premier League: 2

2018-2019, 2024-2025
- Hong Kong Football Association Cup: 1

2009
- Hong Kong Sapling Cup: 1

2016-2017
- Hong Kong Senior Challenge Shield: 1

2013

### Altri piazzamenti
- Hong Kong Premier League:

Secondo posto: 2017-2018
- Hong Kong Football Association Cup:

Finalista: 2007-2008, 2010-2011, 2017-2018
Semifinalista: 2024-2025
- Hong Kong Sapling Cup:

Finalista: 2017-2018
Semifinalista: 2023-2024, 2024-2025

## Organico

### Rosa 2018-2019
| N. |                      | Ruolo | Calciatore          |
| -- | -------------------- | ----- | ------------------- |
| 1  | Hong Kong (bandiera) | P     | Alex Chin           |
| 3  | Brasile (bandiera)   | D     | Eduardo Praes       |
| 4  | Hong Kong (bandiera) | D     | Leung Kwun Chung    |
| 5  | Brasile (bandiera)   | C     | Dudu                |
| 6  | Hong Kong (bandiera) | D     | Chak Ting Fung      |
| 7  | Hong Kong (bandiera) | C     | Wong Wai (capitano) |
| 8  | Hong Kong (bandiera) | C     | Lee Ka Yiu          |
| 9  | Hong Kong (bandiera) | A     | Sandro              |
| 10 | Brasile (bandiera)   | C     | João Emir           |
| 11 | Brasile (bandiera)   | A     | Michel Lugo         |
| 12 | Hong Kong (bandiera) | C     | Cheng Tsz Sum       |
| 13 | Hong Kong (bandiera) | D     | Yeung Chi Lun       |
| 14 | Australia (bandiera) | A     | Harry Sawyer        |
| 15 | Hong Kong (bandiera) | D     | Fung Hing Wa        |

| N. |                      | Ruolo | Calciatore          |
| -- | -------------------- | ----- | ------------------- |
| 16 | Hong Kong (bandiera) | C     | Chan Siu Kwan       |
| 18 | Brasile (bandiera)   | A     | Igor Sartori        |
| 22 | Hong Kong (bandiera) | A     | Chiu Siu Wai        |
| 23 | Hong Kong (bandiera) | D     | Leung Sing Yiu      |
| 24 | Hong Kong (bandiera) | C     | Toby Down           |
| 26 | Hong Kong (bandiera) | D     | Lee Ka Ho           |
| 27 | Hong Kong (bandiera) | D     | Cheung Chak Wai     |
| 55 | Hong Kong (bandiera) | D     | Jean-Jacques Kilama |
| 63 | Hong Kong (bandiera) | P     | Li Hon Ho           |
| 80 | Hong Kong (bandiera) | C     | Chung Wai Keung     |
| 88 | Hong Kong (bandiera) | C     | Wong Cho Sum        |
| 89 | Hong Kong (bandiera) | C     | Au Yeung Yiu Chung  |
| 99 | Hong Kong (bandiera) | P     | Tsang Man Fai       |